# بارانک شرقی
بارانک شرقی، الندری (نام علمی: Sorbus orientalis) نام یک گونه از سرده بارانک است.